# Salar (etnia)
Los salar (chino: 撒拉族; pinyin: Sālā zú) son un grupo étnico, uno de los 56 oficialmente reconocidos por el gobierno de la República Popular China. Su población aproximada en el año 2004 era de 87.000 personas que habitan básicamente en la zona este de la provincia de Qinghai y oeste de Gansu.

## Idioma
Los salar tiene su propia lengua, el idioma salar, perteneciente las lenguas túrquicas y muy parecido al de los uigures. No obstante, generalmente se la considera una lengua perteneciente al subgrupo de las leguas oghuz, es decir que pertenecen al mismo grupo que el idioma turco.
El salar contiene numerosas palabras tomadas del mandarín y del idioma tibetano. Además, según un estudio realizado en la década de los años 60, un 7% del vocabulario tenía un origen árabe. El idioma salar no dispone de un sistema de signos escritos, por lo que se suelen utilizar el latino y árabe.

## Historia
Según la tradición salar, sus orígenes se remontan a los antiguos habitantes de la ciudad de Samarcanda, situada en el actual Uzbekistán. Estos ancestros se desplazaron hacia China durante el reinado de la dinastía Yuan.
Posteriormente se establecieron en lo que hoy en día es la provincia china de Qinghai. Ahí entraron en contacto con otras etnias con las que empezaron a interrelacionarse, dando origen a la actual etnia salar.
En el año 1781 los salar protagonizaron una rebelión contra la dinastía Qing que fue sofocada de forma violenta; se calcula que un 40% de la población fue exterminada durante la campaña.

## Cultura
Para los salar el divorcio es un trámite muy fácil, aunque sólo puede solicitarlo el marido. Para proceder a la disolución del matrimonio, el hombre sólo tiene que decir a su esposa que ya no la quiere más. La mujer abandona el domicilio conyugal y queda libre para volver a casarse.
Los trajes típicos de los salar son muy parecidos a los de los hui ya que ambas etnias están muy influenciadas por la cultura musulmana. Los hombres suelen dejarse bigote y vestir camisas blancas y gorros blancos o negros. 
Las jóvenes solteras acostumbran a vestir con trajes chinos de vivos colores. Las mujeres casadas utilizan el tradicional velo en colores blanco o negro. Las mujeres salar están intentando tomar parte activa en las actividades económicas y sociales de su región.
Los salar utilizan un instrumento musical llamado Kouxuan. Se trata de un instrumento de cuerda fabricado en plata o en cobre y que solamente tocan las mujeres. 

## Religión
Los salar son fieles al islam y cada uno de sus poblados cuenta con una mezquita. Su conversión a esta religión se produjo de forma masiva alrededor del año 1750. A principios de los años '80 la región habitada por los salar poseía más de 80 mezquitas.
Aunque han convivido de forma muy estrecha con los tibetanos, los salar se ha resistido siempre a su conversión al budismo.